# U-Bahnhof Märkisches Museum

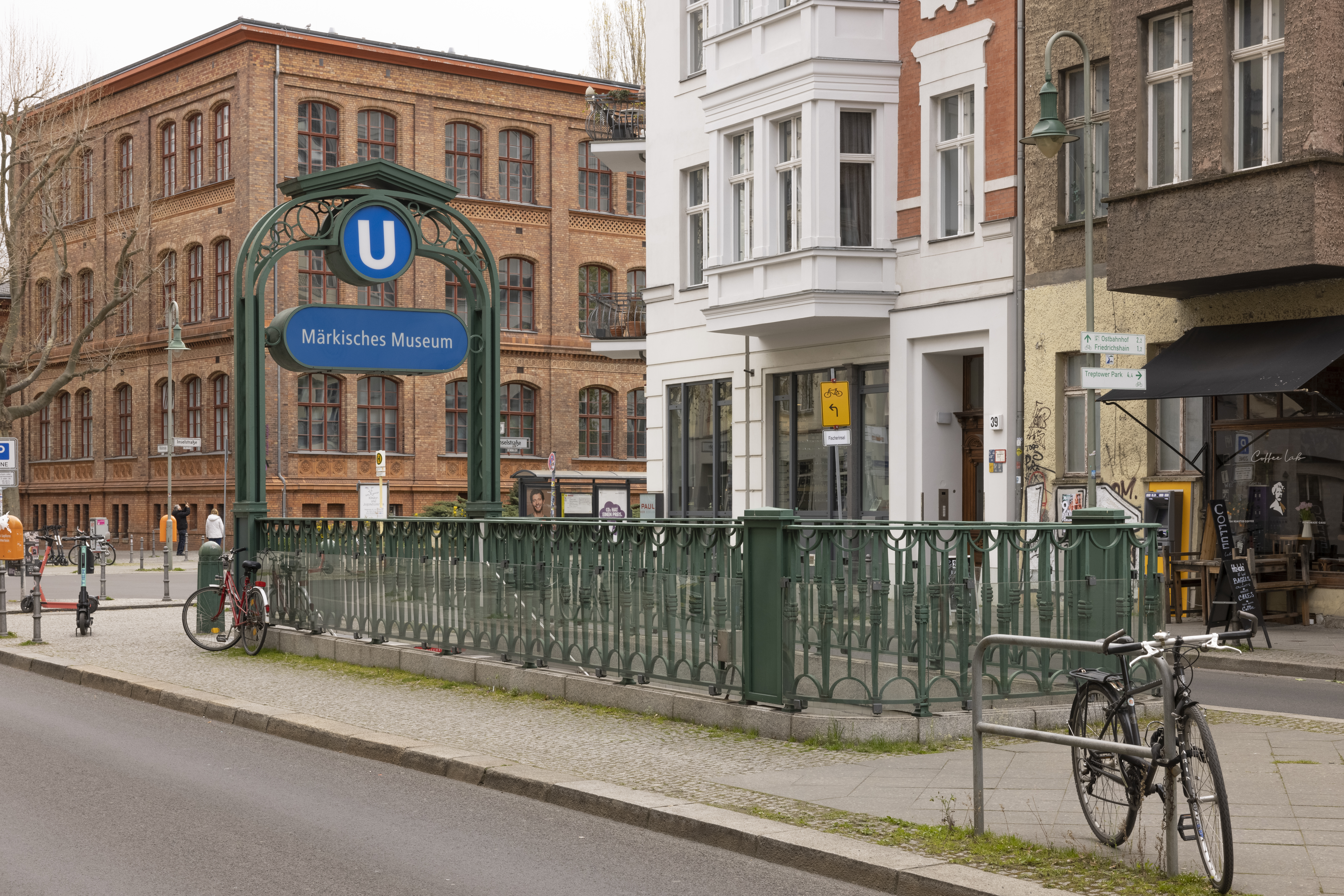
Bahnhofseingang in der Wallstraße

Der U-Bahnhof Märkisches Museum ist eine Station der Berliner U-Bahn-Linie U2 im Berliner Ortsteil Mitte. Er ist 600 Meter vom U-Bahnhof Klosterstraße und 465 Meter vom U-Bahnhof Spittelmarkt entfernt. Im Bahnhofsverzeichnis der BVG wird er als Mk geführt (bis 1935: I).
Der Bahnhof wurde 1913 unter dem Namen Inselbrücke eröffnet und erhielt 1935 auf Initiative von Walter Stengel, dem Direktor des in der Nähe liegenden Märkischen Museums, seinen heutigen Namen. Er steht unter Denkmalschutz.

## Geschichte und Bauwerk

### Planung und erste Jahrzehnte

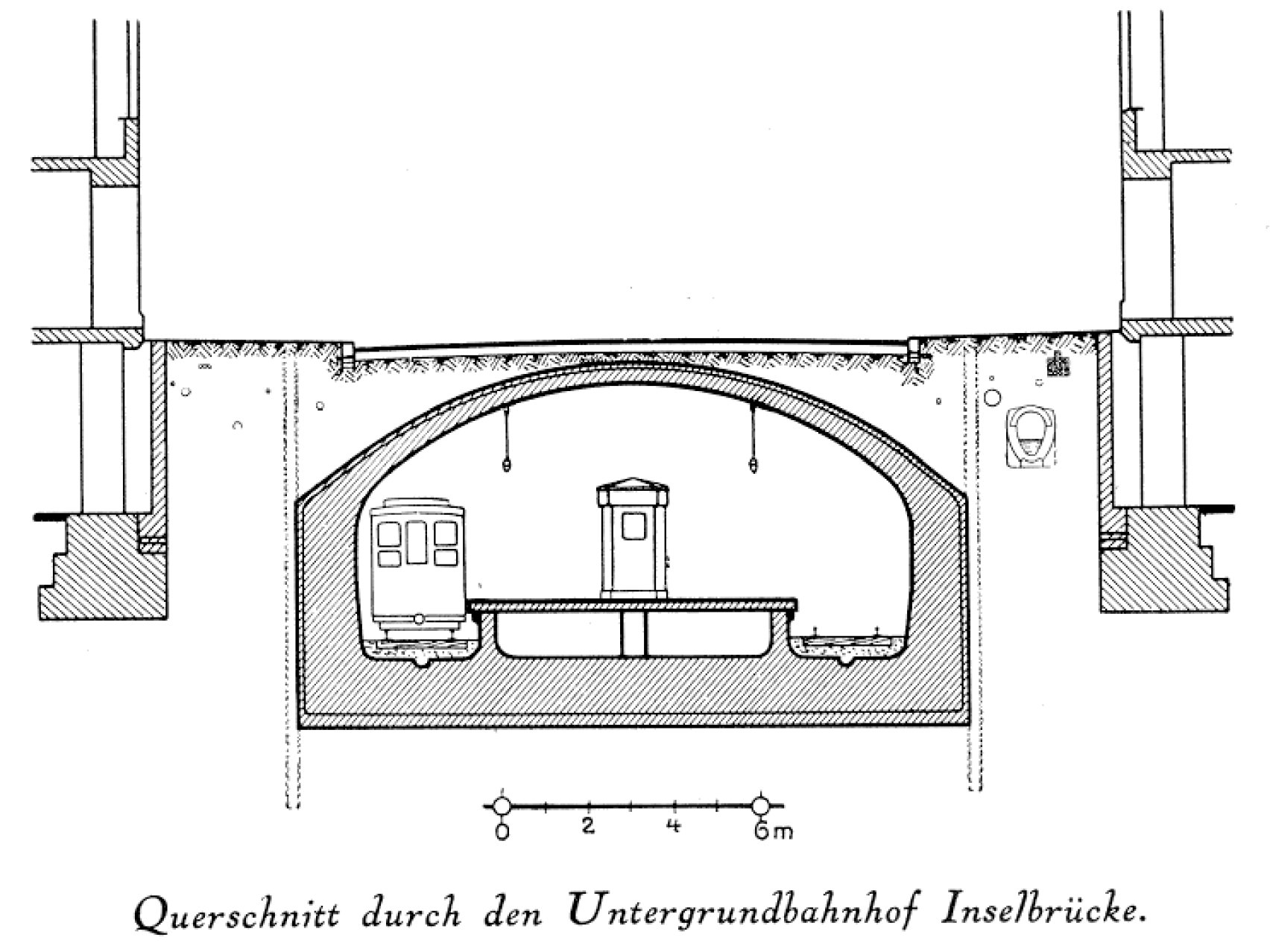
Querschnitt des Bahnhofs (1913)

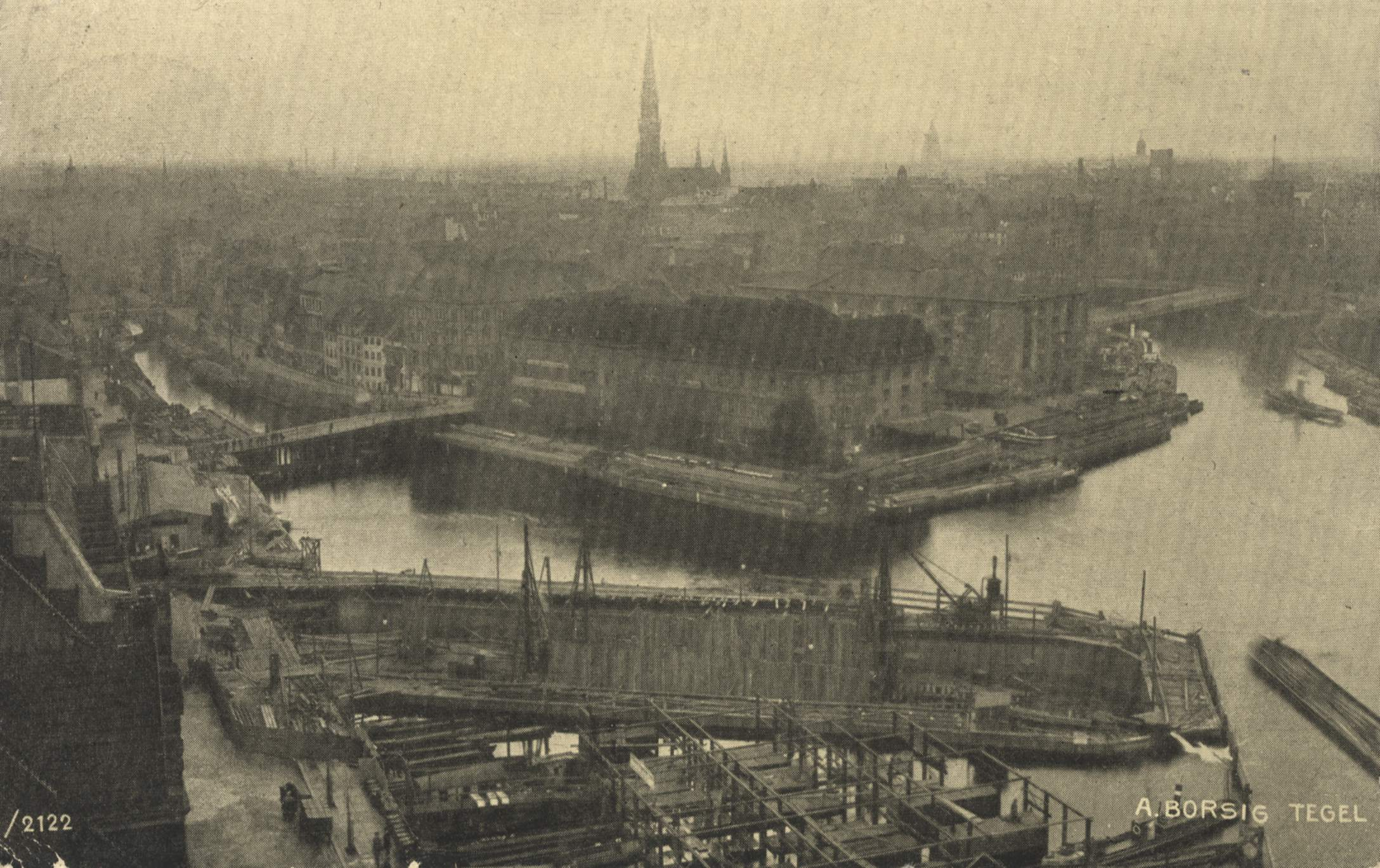
Baugrube im Flussbett der Spree (um 1910)

Im Zuge der Verlängerung der damals sogenannten Spittelmarktlinie als Centrumslinie zum Alexanderplatz entstand der Bahnhof Inselbrücke in unmittelbarer Ufernähe der im anschließenden Streckenverlauf zu querenden Spree, weswegen er mit für damalige Verhältnisse sehr tiefen 6 1⁄2 Metern unterhalb des Straßenniveaus eine bauliche Besonderheit jener Zeit darstellte.
Dank der tiefen Lage konnte Alfred Grenander als Architekt die Station mit einer großen und geräumigen Halle und einem Korbbogengewölbe ausstatten. Aufgrund dieser in Berlin ungewöhnlichen Bauweise wurde die Station oft mit jenen der Pariser Métro in Verbindung gebracht. Im Berliner U-Bahn-Netz verfügt nur der U-Bahnhof Platz der Luftbrücke über eine solche stützenlose Konstruktion.
Für den Bahnhof wählte Grenander die Kennfarbe Grün, ebenso wie für den Bahnhof Leipziger Platz, denn sein Farbschema für diese Strecke sah eine regelmäßige Wiederholung der Farben vor. Der Bahnhof, der jeweils in östlicher und westlicher Richtung ein kleines Mittelgeschoss besitzt, erhielt einen 121,3 Meter langen und 7,6 Meter breiten Mittelbahnsteig. Die Halle hat an ihrer höchsten Stelle eine Höhe von 5,2 Metern.

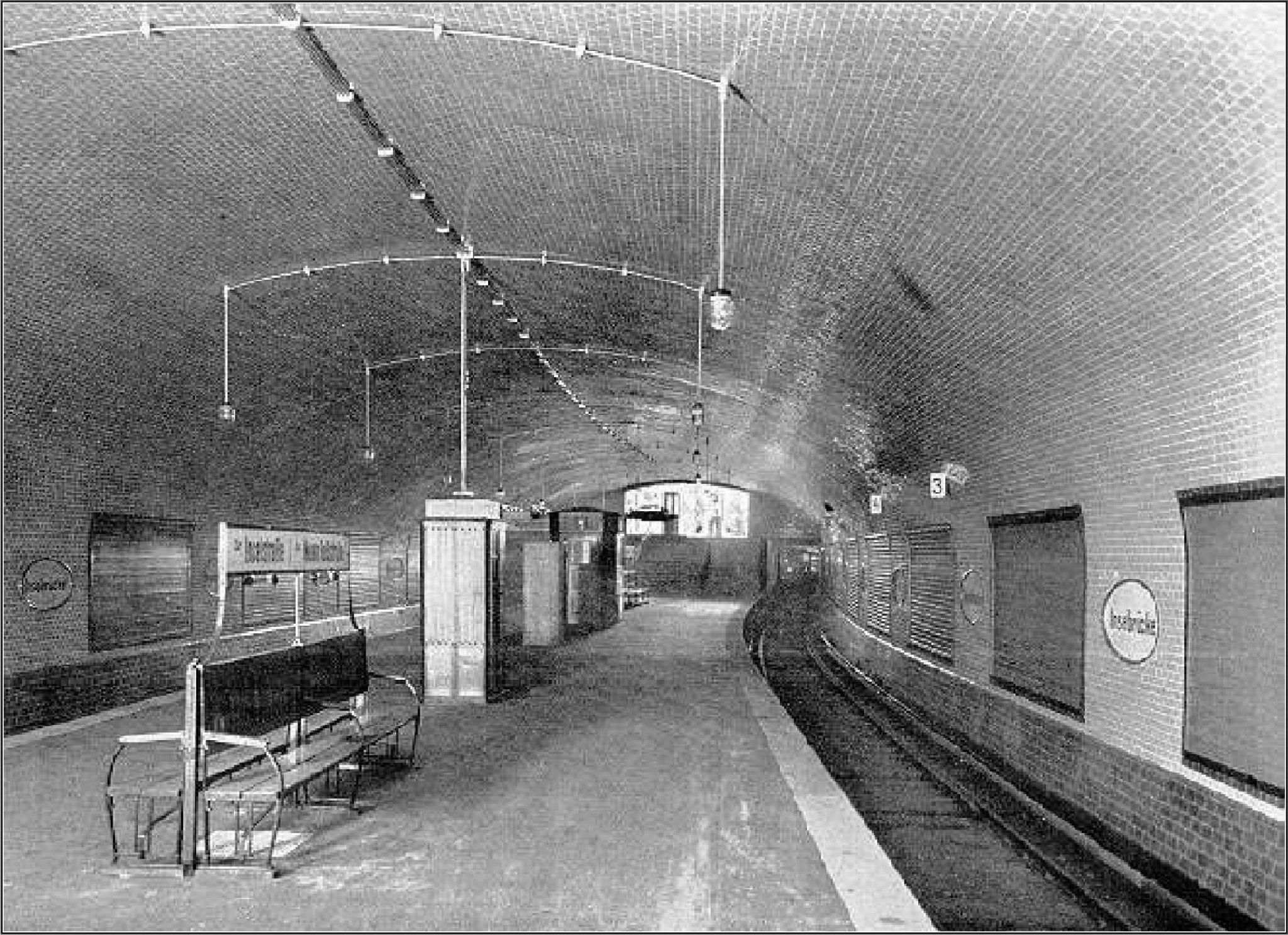
U-Bahnhof Inselbrücke im Jahr 1913 (seit 1935: Märkisches Museum)

Nach langwierigen Bauarbeiten nahm die Hochbahngesellschaft am 1. Juli 1913 den Betrieb auf der 1,7 Kilometer langen Linie Spittelmarkt – Alexanderplatz auf.
Seit 1928 trugen die U-Bahn-Linien, die den Bahnhof Inselbrücke befuhren, die Bezeichnungen AI und AII.

### Zweiter Weltkrieg
Am 24. Mai 1944 erlitt die Gewölbedecke des Bahnhofs durch eine Fliegerbombe leichte Schäden. Anfang April 1945 beschädigte ein alliierter Luftangriff die Dichtung des U-Bahn-Tunnels unter der Spree zwischen den Bahnhöfen Klosterstraße und Märkisches Museum. Infolgedessen lief der Tunnel langsam voll.

### Nachkriegszeit
Am 31. Juli 1945 wurde der Bahnhof Märkisches Museum wieder in Betrieb genommen. Er diente zunächst als Endstation eines Pendelverkehrs zum Bahnhof Stadtmitte. Bis zum 1. November 1945 konnte auch die Spreeunterführung zum U-Bahnhof Klosterstraße vorerst eingleisig wiederhergestellt werden. Am 15. September 1946 war der Umlaufbetrieb zwischen Pankow und Ruhleben zumindest bis zur durch den Mauerbau bedingten Unterbrechung der Linie wieder vollständig.

### DDR-Zeit

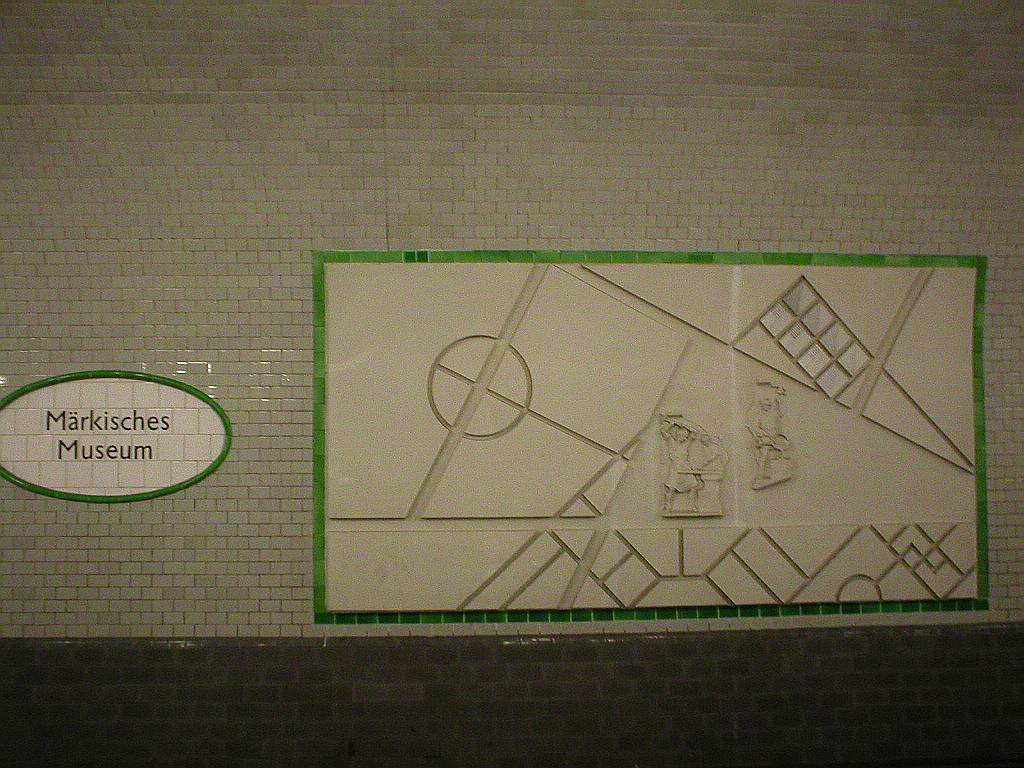
Seit 1987/1988 schmücken Stuckreliefs von Karl-Heinz Schäfer und Ulrich Jörke den Bahnhof

Die DDR stellte die Instandhaltung des Bahnhofs lange Zeit zugunsten eines Ausbaus der Verkehrsverbindungen in die entstehenden Berliner Neubaugebiete zurück. Erst zur 750-Jahr-Feier Berlins wurde ein Sanierungsprogramm beschlossen. In diesem Zusammenhang nahmen die Künstler Jo Doese (Materialcollagen) sowie Karl-Heinz Schäfer und Ulrich Jörke (24 Stuckreliefs) gestalterisch Bezug auf das benachbarte und namensgebende Museum. Die Autorin Ingrid Bartmann-Kompa unterstrich dies mit passenden Zitaten. Außerdem wurde eine neue Lichtanlage – bestehend aus kugelförmigen Pendelleuchten – installiert.
Bei dieser Umgestaltung konnte (und musste) die eigentliche Deckenstruktur ermittelt werden, da kein tragfähiger Beton für die Anbringung der Lampen vorhanden war. Das Korbbogengewölbe besteht nach diesen Erkenntnissen aus einer rechteckigen, mit mehreren Kantenbrüchen vollendeten Decke, dabei sind die Lücken mit Putz aufgefüllt. An den beiden Ausgängen ließ die Stadt Berlin neue, den historischen Vorbildern nachempfundene, Eingangsportale errichten.

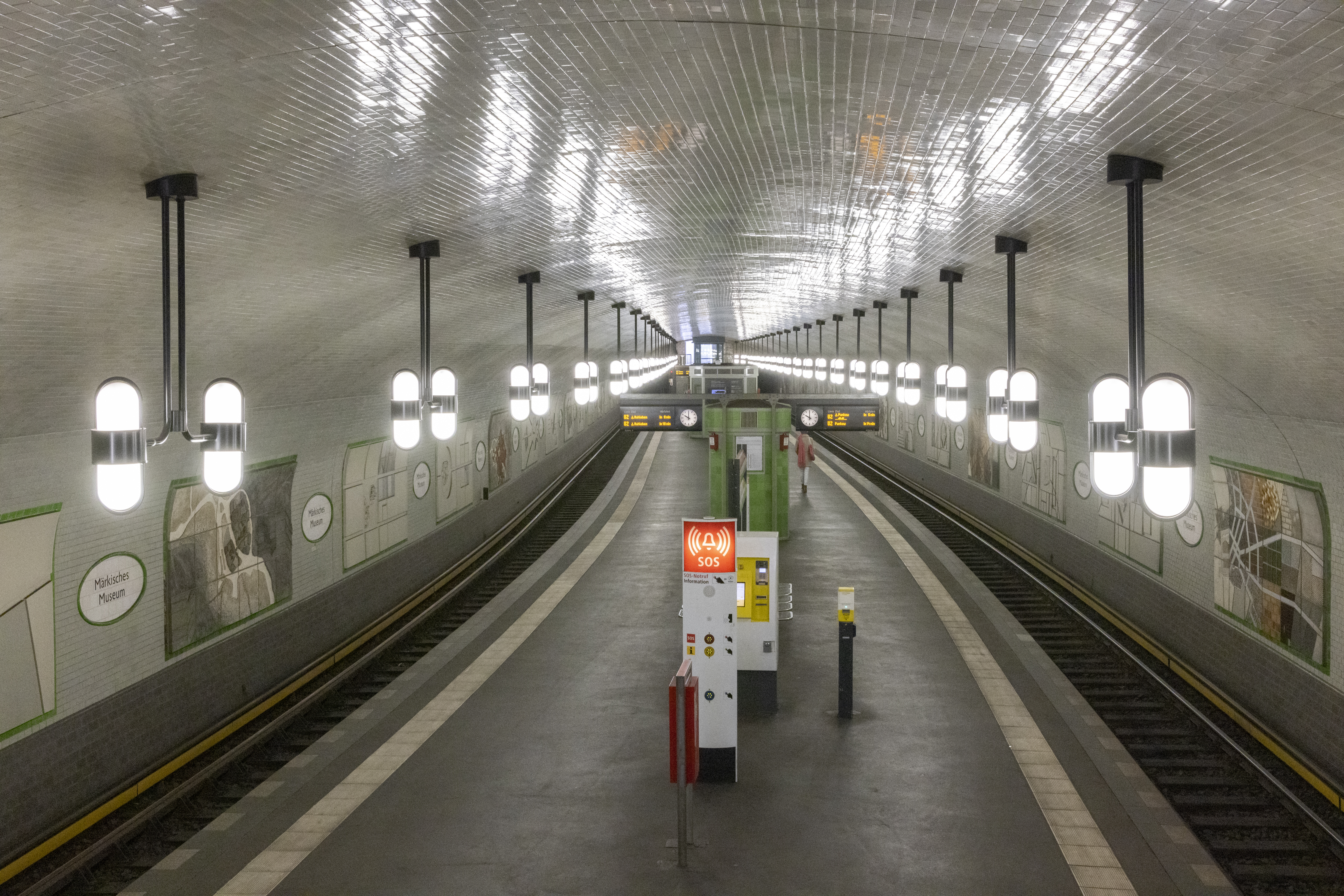
Im Zeitraum 1999–2002 erneuerte die BVG unter anderem die Beleuchtungsanlage, die Fliesen und die Asphaltbahnsteigplatte.

### Nachwendezeit
Alle diese Arbeiten änderten nichts an der Notwendigkeit einer Grundsanierung, die auch die Gewölbedecke selbst mit einschloss. Als diese 1998 begannen, wurden ohne Zustimmung der Denkmalschutzbehörde alle Fliesen abgeschlagen. Nachdem sich die Verkehrsbetriebe mit der Senatskulturverwaltung nachträglich auf eine denkmalgerechte Sanierung geeinigt hatten, investierte die BVG gemeinsam mit Land und Bund zwölf Millionen Mark in die Bauarbeiten.
Dabei wurden unter anderem
- alle Fliesen originalgetreu nachgebrannt,
- eine neue Beleuchtungsanlage installiert,
- die Bahnsteigplatte erneuert und
- die Wandcollagen aufgefrischt.

Zusätzlich baute die BVG einen Aufzug von der Mitte des Bahnsteigs zur oberirdischen Verkehrsinsel auf der Wallstraße ein. Die Arbeiten konnten im Jahr 2002 abgeschlossen werden.
Die Sanierung dieses Bahnhofs bildete einen Anfangspunkt für das von der BVG geplante „Geschichtslinienkonzept“, nach dem alle Bahnhöfe zwischen Alexanderplatz und Stadtmitte in ihren ursprünglichen Zustand zurückversetzt werden.

## Anbindung
| Linie | Verlauf |
| ----- | --- |
|       | Pankow – Vinetastraße – Schönhauser Allee – Eberswalder Straße – Senefelderplatz – Rosa-Luxemburg-Platz – Alexanderplatz – Klosterstraße – Märkisches Museum – Spittelmarkt – Hausvogteiplatz – Stadtmitte – Mohrenstraße – Potsdamer Platz – Mendelssohn-Bartholdy-Park – Gleisdreieck – Bülowstraße – Nollendorfplatz – Wittenbergplatz – Zoologischer Garten – Ernst-Reuter-Platz – Deutsche Oper – Bismarckstraße – Sophie-Charlotte-Platz – Kaiserdamm – Theodor-Heuss-Platz – Neu-Westend – Olympia-Stadion – Ruhleben |

Am U-Bahnhof bestehen Umsteigemöglichkeiten von der Linie U2 zu den Omnibuslinien 147, 165 und 265 der BVG.